# 黒木勇吉
黒木勇吉（くろぎ ゆうきち、1896年 - 1992年1月26日）は、日本の新聞記者、文筆家。黒木晩石（くろぎばんせき）の筆名で知られる。
宮崎県美々津（現日向市）に生まれる。1916年宮崎中学校卒業。1922年早稲田大学専門部政治経済科卒業。報知新聞に入社、統一部長、論説委員。「日向社」を創立、月刊郷友誌『日向』を発行、誌名は『新みやざき』『広場』と改めたが50年間主宰。1939年軍事報道のため大陸に渡る。1942年報知・読売両新聞社合併により読売新聞記者、論説委員。1951年読売新聞を退社、帰郷し名前を晩石と号して著述に専念した。

## 著書
- 『新聞十字街』武蔵野書院　1926
- 『小村寿太郎』図書研究社　1941　のち講談社
- 『米国東亜侵寇史』霞ヶ関書房　1941
- 『スエズとパナマ』図書研究社　1942
- 『教科書「改訂新日本史」について家永教授への公開状 「近代社会の発展」に九ツの疑義』新みやざき新聞社　1971
- 『秋月左都夫 その生涯と文藻』編著　講談社　1972
- 『若山牧水 その歌とふるさと』黒木晩石　講談社　1974
- 『春秋時言』黒木晩石、講談社、1976
- 『乃木希典』講談社　1978
- 『美々津郷土誌』黒木晩石編著　講談社　1980
- 『石井十次』講談社、1983
- 『白雲青山 四行詩集』黒木晩石 広場社 1981
- 『古今宮崎史談』黒木晩石、講談社　1985
- 『歴史の断面と人』正続　黒木晩石　講談社

## 参考
- みやざきの101人:
- 読売新聞記事、西部夕刊　1992年1月29日「［よみうり寸評］こん身で生涯一記者を貫いた黒木さん９５歳で逝く」